# Vigo All Stars
El Vigo All Stars, o V.A.S por sus siglas, es un equipo polideportivo de la ciudad de Vigo especializado en 4 deportes: Futbol, fútbol sala, baloncesto y baloncesto en silla de ruedas siendo en este último en el que realizarían su debut en 2018. 

## Historia
El club fue fundado un 30 de diciembre de 2018 para la participación del Torneo Anual de baloncesto en silla de ruedas de Navia, Vigo. Por aquel momento la plantilla contaba con 5 jugadores. Los 5 fundadores en cuestión fueron Mateo Goberna, Oscar Osoro, Antón Carlos Ruiz, Ángel Covelo y Xavier Romero Pérez. Tras quedar sextos con una participación bastante decente, el equipo decidió ampliar la plantilla a más deportes. Rápidamente, la entidad siguió expandiéndose, pero en el invierno de 2019, Xavier Romero Pérez, decidiría abandonar el equipo para fichar por el Celtucho  F.C.
A pesar de este contratiempo, el equipo tenía plantilla de sobra y habían conseguido piezas bastante buenas en el mercado de verano de 2019 y de invierno de 2019. Al finalizar el año 2019 el equipo contaba con 9 jugadores, 4 fundadores y 5 fichajes. 
Posiblemente, el partido más importante de la historia del club se dio ese mismo año, cuando el V.A.S. derrotó al Sangenjo B por 3-0 para ganar la Copa Sangenjo.
En el mercado de fichajes del verano de 2020, debido a la crisis económica producida por la pandemia mundial del COVID-19, el antiguo fundador Xavier Romero no pudo renovar su contrato con el Celtucho F.C. Esto permitió al V.A.S. y a la antigua leyenda, volver a unir sus caminos, en lo que es hasta la fecha, el fichaje con más "hype" de la historia del club. Pero no todo fueron buenas noticias, ya que ese mismo mes, el ex-fundador Ángel Covelo anunció su retirada del deporte profesional, al no haber podido llegar a un nuevo acuerdo por su contrato. El equipo lo homenajeó retirando su dorsal 69, con el que había hecho su debut en 2018. Esto convierte a Ángel en el primer jugador de la historia del club que cuenta con el dorsal retirado.

## Plantilla
| Jugador       | Fecha de incorporación | Deportes preferencia | Posición        |
| ------------- | ---------------------- | -------------------- | --------------- |
| Mateo Goberna | Invierno de 2018       | Baloncesto y futbol  | Escolta/MC      |
| Antón Ruiz    | Invierno de 2018       | Futbol y fútbol sala | Defensa/Cierre  |
| Oscar Osoro   | Invierno de 2018       | Baloncesto y futbol  | Alero/DFC       |
| Isaac Rocha   | Verano de 2019         | Futbol y fútbol sala | MCO/Ala derecho |
| Jose Martinez | Verano de 2019         | Futbol y fútbol sala | MC/Pivot        |
| Eric Taboas   | Verano de 2019         | Futbol               | Portero         |
| Pablo Perez   | Verano de 2019         | Futbol               |                 |
| Xavier Romero | Verano de 2020         | Baloncesto y futbol  | Pívot/ MCD      |

De esta lista cabe destacar a los 4 capitanes de la plantilla los cuales son:
- Mateo Goberna (1.º capitán)
- Antón Ruiz (2.º capitán)
- Isaac Rocha (3.º capitán)
- Oscar Osoro (4.º capitán)

## Logros
- 6.º puesto en el Torneo Anual de baloncesto en silla de ruedas de Navia (edición 2018/2019)

- Copa Sangenjo (edición 2019/2020)

## Significado del escudo
El escudo está compuesto por un círculo negro en el cual están las siglas V.A.S., haciendo referencia al nombre del equipo. En la parte inferior aparece la fecha de fundación del equipo, 2018. En la parte superior aparece el lema del equipo "Una estrella no hace el cielo" refiriéndose a que más que un equipo son una familia. La estrella es el símbolo más característico.
- Datos: Q97181538